# Zuckerei

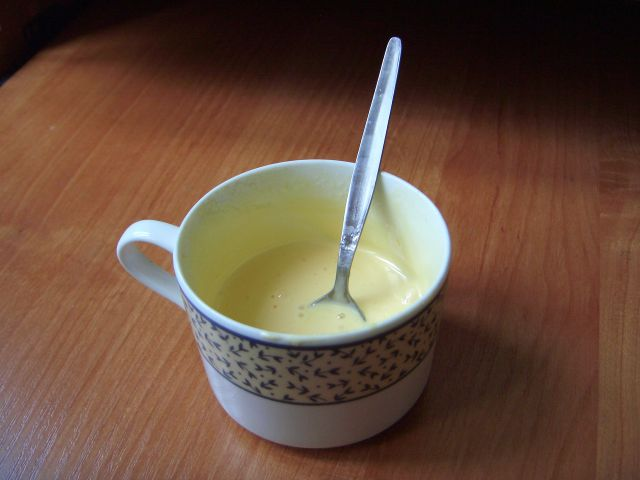
Zuckerei

Zuckerei (IPA: ˈt͡sʊkɐˌaɪ̯, anhörenⓘ) ist ein Dessert, das zubereitet wird, indem Ei mit Zucker zu einem dicken Schaum aufgeschlagen wird. Je nach Rezept wird nur das Eigelb oder auch das ganze Ei verwendet. Mit Spirituosen wird aus dem Zuckerei Eierlikör, mit Weißwein vermischt Eierpunsch.
In den baltischen Staaten, Polen, Russland, Belarus und in der Ukraine ist Zuckerei als Gogol-Mogol bekannt (oder kogiel-mogiel, kogel-mogel, gogel-mogel, mit vielen Schreibweisen; die Namensherkunft ist nicht gesichert), meist in Verbindung mit starkem Kaffee. Es gibt aber auch Rezepte auf Basis von Fruchtsäften oder Milch.
In Deutschland findet sich landschaftlich auch die Bezeichnung Goggelmoggel, die auch als Name für die Figur Humpty Dumpty in der deutschen Übersetzung von Lewis Carrolls Alice im Wunderland dient.
In den 1950er Jahren war Zuckerei eine preiswertere Alternative zu Pudding und ein verbreitetes Stärkungsmittel. Man gab es, zum Teil auch mit Rotwein angerührt, wegen seines hohen Eiweißgehaltes zur Kräftigung und Blutbildung an schwächelnde, kranke oder untergewichtige Kinder.